# Лямбда Цефея
Лямбда Цефея (λ Цефея, λ Cep, λ Cephei) — голубой сверхгигант c видимым блеском 5.04m в  созвездии Цефея, один из самых горячих и самых ярких видимых невооруженным глазом. Звезда довольно сильно затемняется межзвездной пылью в Млечном Пути. Будь она на прямой видимости Лямбда Цефея была бы звездой третьей величины (3.3m). Впрочем, если бы она лежала бы на расстоянии Веги в 25 световых лет, то она была бы звездой -6m величины, т.е. светила бы в четыре раза ярче Венеры.

## Характеристики
Лямбда Цефея — горячий сверхгигант спектрального класса O6.5, который находится  на расстоянии приблизительно 1 980 световых лет и чья светимость в полмиллиона раз больше солнечной. Правда светимость эта болометрическая, в видимой же части спектра звезда в 15 тысяч раз ярче Солнца. Её радиус почти в 20 раз больше, чем у Солнца и масса, которая, по оценкам, от 45 до 60 раз превосходит солнечную массу. Средняя температура Лямбда Цефея равна 36 400 К,  что несколько маловато для звезды её класса. Такие звезды, как она, настолько горячи, что излучают большую часть тепла в ультрафиолетовой области спектра. Несмотря на свой статус сверхгиганта, теория предполагает, что жить она будет всего 5 миллионов лет. После того как в её ядре закончится термоядерная реакция синтеза гелия из водорода, она будет расширяться, чтобы стать истинным сверхгигантом. В настоящее время звёздный ветер, дующий с её поверхности, уносит более чем одну миллионную солнечной массы в год (это в сто миллионов раз больше скорости потока солнечного ветра) .
Лямбда Цефея вращается вокруг своей оси со скоростью 240 м/с, делая один оборот менее чем за три дня (сравните  это с 25,05 днями, которые необходимы Солнцу, чтобы завершить  полный оборот вокруг своей оси). Как показывают исследования Лямбда Цефея — одиночная звезда, никаких спутников или компаньонов не выявлено. Её конечная судьба — взорваться как сверхновая, оставляя после себя нейтронную звезду или, даже возможно, черную дыру.
Лямбда Цефея также является убегающей звездой, которая была выброшена  из звездной ассоциации Цефей OB3, которая лежит в 2 800 световых лет от Солнца, примерно 2,5 миллиона лет назад. Её движение через межзвездную среду производит головную ударную волну в газе, который её окружает, в направлении её движения. Звезда движется со скоростью 83 км/с по отношению к нам, что примерно в пять раз выше обычного.